# Leiten, Frauenstein
Leiten je naselje v Občini Frauenstein v Okraju Šentvid ob Glini na Koroškem v Avstriji.